# Arai Terraces
Die Arai Terraces sind eine Geländestufe stark zerklüfteter Eisterrassen und Gletscherbrüche in der antarktischen Ross Dependency. Sie liegen unmittelbar südlich der Fazekas Hills unweit des Lowery-Gletschers in der Queen Elizabeth Range des Transantarktischen Gebirges.
Teilnehmer einer von 1959 bis 1960 durchgeführten Kampagne der New Zealand Geological Survey Antarctic Expedition benannten sie nach dem aus dem Māori entliehenen Wort „Arai“ für „Barriere“, da diese Formation ein unüberwindliches Hindernis bei der Schlittenexkursion dieser Forschungsreise darstellte.